# Agrofizyka
Agrofizyka – nauka z pogranicza agronomii i fizyki, której obiektami badawczymi są elementy agroekosystemu, badane i opisywane metodami nauk ścisłych – w szczególności fizyki.
Ze względu na metodę i obiekt badawczy związek agrofizyki z biofizyką jest bardzo ścisły, lecz w przypadku agrofizyki ograniczony jest do środowiska rolniczego, tzn. gleby, roślin i zwierząt związanych z produkcją rolniczą. Konieczność uwzględnienia specyficznych cech obiektu badawczego i znajomość technologii rolniczych, a obecnie biotechnologii, na które osiągnięcia tej nauki mają lub będą miały wpływ, odróżnia ją od biofizyki.
Agrofizyka najbliższa jest naukom podstawowym takim jak biologia, z której wiedzy i metody korzysta (zwłaszcza ekologii środowiska i fizjologii roślin), a także fizyce, od której bierze metody badawcze, a szczególnie eksperyment fizyczny i model fizyczny. Zainteresowania agrofizyki nie skupiają się na technicznych problemach agronomii, a to odróżnia ją od inżynierii rolniczej i kwalifikuje do nauk podstawowych.
Potrzeby agronomii – zapotrzebowanie na obiektywne, fizyczne metody badania gleby, a w rezultacie ekosystemu rolniczego gleba-roślina-atmosfera – były przyczyną powstania agrofizyki. Zakres nauki, początkowo ograniczony do ogólnych zależności w ekosystemie glebowym, w miarę jej rozwoju poszerzał się o najważniejsze problemy rolnictwa – świadome kształtowania płodów rolnych jako pokarmu lub surowca, a także o problemy oceny jakości, racjonalne wykorzystanie w środowisku rolniczym dotychczasowych odpadów, np. komunalnych (gaz wysypiskowy) i przemysłowych (zanieczyszczenia wody, zanieczyszczenie powietrza).
Ośrodkiem naukowym skoncentrowanym na rozwoju dyscypliny naukowej, określającym jej unikatowy charakter w Polsce i docenianym na świecie jest Instytut Agrofizyki im. Bohdana Dobrzańskiego PAN w Lublinie.